# Carlos Alcaraz
Carlos Alcaraz Garfia (El Palmar, Murcia, 2003. május 5. –) ötszörös Grand Slam-tornagyőztes, korábbi világelső spanyol hivatásos teniszező. 
Eddigi karrierje során 21 ATP-tornát nyert meg, közöttük öt Grand Slam-tornát, a 2022-es US Opent, a 2023-as wimbledoni teniszbajnokságot, valamint a 2024-es és 2025-ös Roland Garrost, valamint öt Masters 1000-t. Azzal, hogy 2022 szeptemberében megnyerte a US Opent, Alcaraz lett minden idők legfiatalabb férfi világranglista-vezetője, 19 év, 4 hónap és 6 naposan.
Gyerekkorában Alcaraz a világranglista 22. helyén állt, és két bajnoki címet nyert az ITF Junior Circuit-ban. Miután 2018-ban profivá vált, három címet nyert az ITF Men's World Tennis Tour-on és négyet az ATP Challenger Tour-on, így 2021 májusában bejutott a top 100-as ranglistára. Két hónappal később Alcaraz bejutott az első ATP Tour-döntőjébe a 2021-es Croatia Openen, egy ATP 250-es tornán, ahol megszerezte első tornagyőzelmét. Később a következő US Openen a negyeddöntőig jutott el, így bekerült a top 50-be, majd megnyerte a 2021-es év végi, milánói Next Generation ATP Finals-t is. 
Miután 2022 februárjában a Rio Openen megnyerte első ATP 500-as címét, Alcaraz a Miami Openen megszerezte első ATP Tour Masters 1000-es címét is, majd áprilisban a Barcelona Openen második ATP 500-as címét, amivel bejutott a világranglista első 10 helyezettje közé. Ugyanezen év szeptemberében a döntőben legyőzte Casper Ruudot, és ezzel megnyerte a 2022-es US Openen a férfi egyes bajnoki címet. 2023 júniusában Alcaraz megnyerte a Queen's Club Championshipet, az első füves pályán szerzett címét, majd júliusban megnyerte a 2023-as wimbledoni teniszbajnokságot is a Đoković elleni szoros döntőben.
A 2024-es Roland Garroson miután az elődöntőben ötödik szettben szetthátrányból győzedelmeskedett Jannik Sinnerrel szemben, a döntőben Alexander Zverevet is legyőzve lett bajnok. 
A 2024-es wimbledoni teniszbajnokságon három szettben ismét diadalmaskodott a hétszeres bajnok Novak Đoković ellen, megvédve bajnoki címét. 
A 2025-ös Roland Garroson a szettveszteség nélkül döntőbe jutó Jannik Sinnerrel játszotta minden idők egyik leghosszabb, 5 óra 29 percig tartó Grand Slam-döntőjét, melyben három mérkőzéslabdát hárítva, az ötödik szett tiebreakjében, hihetelen csatában kerekedett felül az olasz világelsőn, megszerezve ötödik egyéni Grand Slam bajnoki címét.

## Gyermekkora
Carlos Alcaraz Garfia 2003. május 5-én született El Palmarban, Carlos és Virginia gyermekeként. Három testvére van. A Real Sociedad Club de Campo de Murcia klubban kezdett el teniszezni, ahol édesapja volt a teniszakadémia igazgatója. 2018-ban kezdett el játszani a Equelite JC Ferrero sportakadémián.

## Teniszkarrier

### 2020
2020 februárjában, 16 évesen Alcaraz a Rio Openen debütált az ATP főtábláján, miután szabad kártyát kapott az egyéni főtáblára. Ott legyőzte Albert Ramos-Viñolast. Alcaraz végül a második fordulóban Federico Coria ellen szenvedett vereséget. Az évet 83,3%-os győzelmi aránnyal zárta, 24 mérkőzésen 20 győzelmet ért el.

### 2021

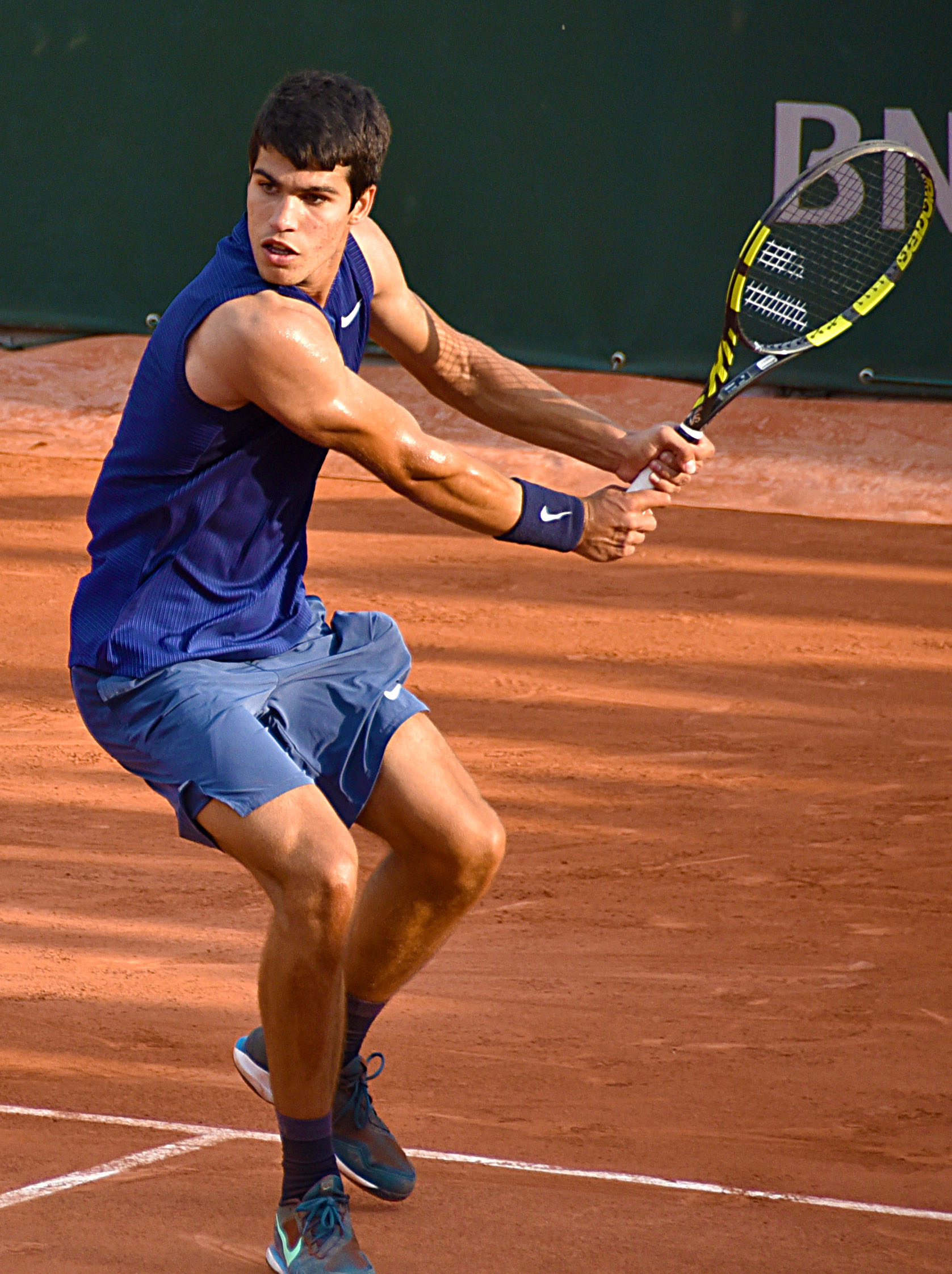
Alcaraz a 2021-es Roland Garroson

Alcaraz 17 évesen jutott be az Australian Open főtáblájára, ezzel ő lett a legfiatalabb résztvevő a férfi egyesben. Grand Slam-debütálását a selejtezős Botic van de Zandschulp ellen nyerte meg sima szettben, majd a második fordulóban kikapott Mikael Ymer ellen.
Ő lett a Madrid Open történetének legfiatalabb győztese, aki miután szabad kártyát kapott, legyőzte Adrian Mannarinót, és ezzel megdöntötte az akkor 18 éves Rafael Nadal 2004-es rekordját. A második fordulóban az ötszörös bajnok Nadaltól kapott ki pont a 18. születésnapján. Azzal, hogy a 2021-es Open de Oeiras III Challenger-tornán megnyerte pályafutása addigi legnagyobb címét, 2021. május 24-én 18 évesen a legfiatalabb játékosként került be a top 100-ba.
A 2021-es Roland Garroson pályafutása során először jutott egy Grand Slam-tornán a harmadik fordulóba, miután Nikoloz Basilashvilit legyőzte. 
2021 júliusában első ATP-döntőjébe jutott a 2021-es Croatia Open Umagban, ahol legyőzte az első helyre legesélyesebb Albert Ramos-Viñolast. Ezután Richard Gasquet legyőzésével megszerezte első ATP-címét, és ezzel a legfiatalabb tornagyőztes lett a 18 éves Nisikori Kei 2008-as Delray Beach Open-győzelme óta. Alcaraz volt a legfiatalabb spanyol, aki ATP Tour-címet nyert azóta, hogy Nadal 2004-ben Sopotban megszerezte első trófeáját.
Wimbledonban a második fordulóban kikapott Danyiil Medvegyevtől. A Winston-Salem Openen Alcaraz a legjobb 16 közé jutott a selejtezős Alekszej Popyrin legyőzésével, majd a negyeddöntőbe jutott a negyedik helyen kiemelt Fucsovics Márton legyőzésével. Marcos Giron legyőzésével bejutott az elődöntőbe, ahol kikapott Mikael Ymer-től.
A US Openen az ötödik játszmában, döntő játékban győzte le a világranglista 3. helyén álló Sztéfanosz Cicipászt, és ezzel karrierje legnagyobb győzelmét aratta a negyedik fordulóban. 18 évesen Alcaraz lett a legfiatalabb, aki egy Grand Slam-tornán a negyedik fordulóba jutott az 1992-es Roland Garros óta, és 1989 óta a legfiatalabb, aki a US Openen a negyedik fordulóba jutott. Ezt követően a negyeddöntőbe jutott Peter Gojowczyk legyőzésével. Alcaraz lett a US Open legfiatalabb férfi negyeddöntőse az Open-korszakban, a legfiatalabb a tornán Thomaz Koch óta, és a legfiatalabb Grand Slam-negyeddöntős férfi egyesben Michael Chang óta. A negyeddöntőben aztán Félix Auger-Aliassime ellen a második szettben feladta a mérkőzést, miután megsérült a lába és visszalépett.
Az Erste Bank Openen legyőzte a világranglista 7. helyén álló Matteo Berrettinit, ami a második győzelmét jelentette egy top 10-es játékos ellen. Ennek eredményeként november 1-jén a legfiatalabb játékosként lépett be a világranglista top 35-be. A Paris Mastersen Alcaraz az első fordulóban három izgalmas szettben győzte le a szabad kártyával bejutott francia Pierre-Hugues Herbertet. A második fordulóban aztán sima szettben legyőzte Jannik Sinner-t, ami a harmadik top 10-es játékos elleni győzelmét jelentette. A harmadik fordulóban Hugo Gastontól kapott ki sima szettben.
A Next Gen ATP Finals-on a körmérkőzéses szakaszban legyőzte Brandon Nakashimát, Juan Manuel Cerúndolót és Holger Rune-t. Veretlenül jutott az elődöntőbe, ahol Sebastian Baezt győzte le. Ezután bejutott a döntőbe, ahol Sebastian Korda legyőzésével megnyerte a bajnokságot.

### 2022

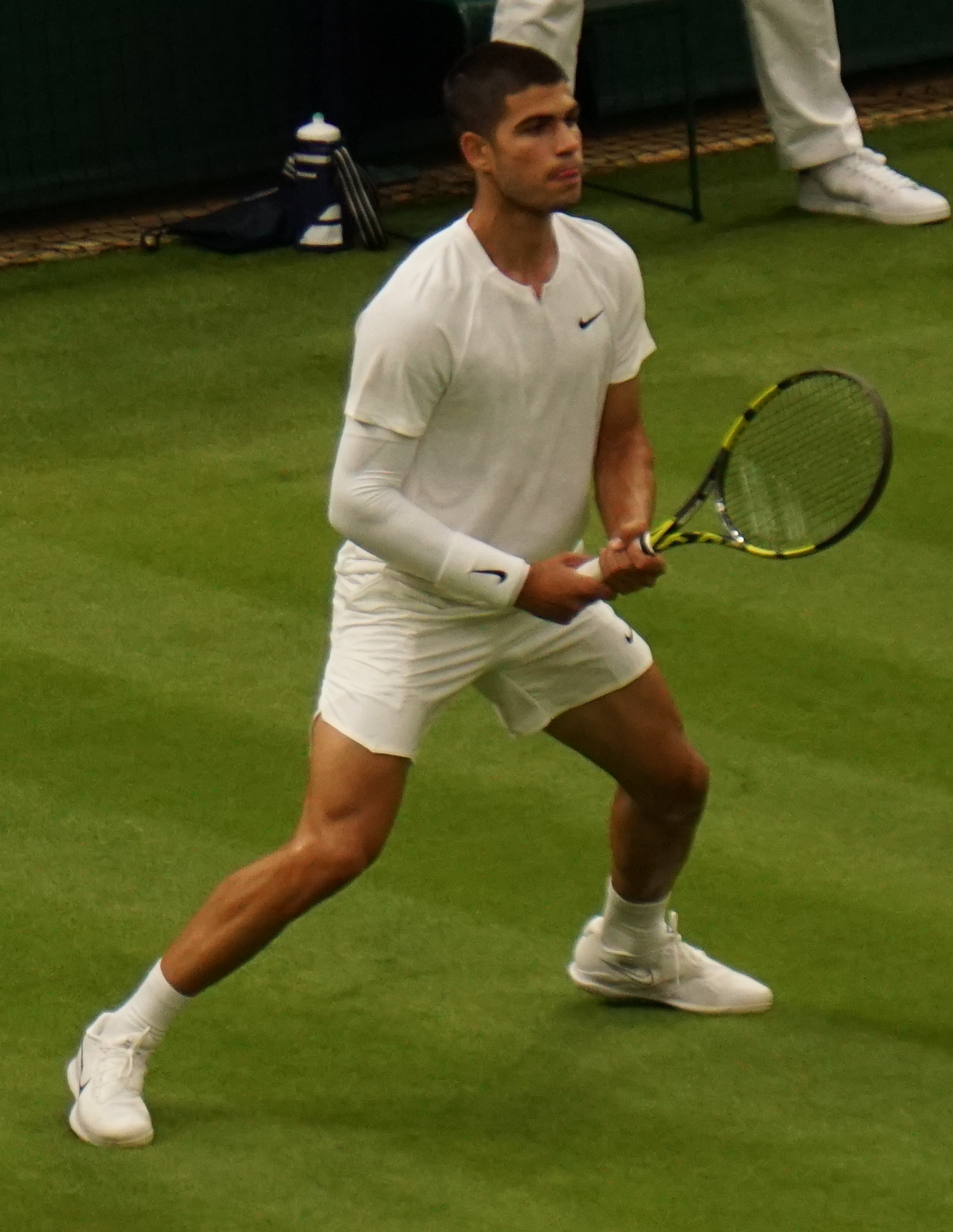
Alcaraz a 2022-es wimbledoni teniszbajnokságon

A 31. legesélyesebb Alcaraz az Australian Open harmadik fordulójáig jutott, mielőtt öt szettben kikapott Matteo Berrettinitől.
A Rio Openen a hetedik legesélyesebb teniszezőként a döntőben Diego Schwartzmant legyőzve megszerezte első ATP 500-as címét. Ennek eredményeként 2022. február 21-én bejutott a világranglista első húsz helyezettje közé. Az Indian Wells Mastersben Alcaraz először jutott be a negyeddöntőbe és az elődöntőbe, ahol legyőzte a címvédő Cameron Norrie-t, majd kikapott Rafael Nadaltól. 
A Miami Openen 14. legesélyesebbként legyőzte a 6. helyen kiemelt Casper Ruudot, és ezzel megszerezte első Masters 1000-es címét. Ő lett a torna történetének legfiatalabb férfi bajnoka.
A Monte Carlo Mastersen Alcaraz a második fordulóban kikapott Sebastian Korda ellen. A Barcelona Openen Alcaraz a negyeddöntőben legyőzte az első helyen kiemelt Sztéfanosz Cicipászt, és április 25-én először került be a top 10-be a ranglistán. Ő lett a 20. tinédzser, aki a ranglista 1973-as felállítása óta bejutott a legjobb 10 közé, és a legfiatalabb Rafael Nadal óta, aki 2005. április 25-én szintén bejutott. Alcaraz később legyőzte Pablo Carreño Busta-t, és megnyerte a tornát.
Egy nappal a 19. születésnapja után a Madrid Openen a negyeddöntőben legyőzte az ötszörös madridi bajnok, világranglista 4. és a tornán harmadik kiemelt Rafael Nadalt, és ezzel ő lett az első tinédzser, aki salakon legyőzte őt. Másnap az elődöntőben legyőzte a világelső és a tornán első helyen kiemelt Novak Đokovićot, ezzel zsinórban hatodik top 10-es győzelmét aratta, és 2004 óta ő lett a legfiatalabb játékos, aki meccset tudott nyerni a világelső ellen. Ő lett az első játékos, aki egymás után legyőzte Đokovićot és Nadalt salakon. A döntőben a szezon negyedik címét (és második Masters 1000-es címét) szerezte meg, legyőzve a címvédő és világelső Alexander Zverevet, ezzel három egymást követő mérkőzésen győzte le a tornán kiemelt első hármat. Ő lett a torna történetének legfiatalabb bajnoka is. Ennek eredményeként 2022. május 9-én addigi karrierje csúcsára, a világranglista 6. helyére emelkedett.
Miután bokasérülés miatt visszalépett az Rome Mastersről, Alcaraz a 6. helyen kiemeltként debütált a Roland Garroson. Mivel a tornára érkezve két salakon szerzett tornagyőzelme volt, széles körben őt tartották a cím egyik esélyesének. Sima szettben legyőzte Juan Ignacio Londerót, majd a második fordulóban az Albert Ramos-Viñolas elleni öt játszmás mérkőzésen meccslabdát hárított. Ezt követően Kordát és Karen Kacsanovot győzte le sima szettben, mielőtt kikapott Zverevtől, pályafutása második Grand Slam-negyeddöntőjében.
Wimbledonban egy szoros, öt szettes mérkőzésen legyőzte Jan-Lennard Struffot, majd sima szettben legyőzte Tallon Griekspoort és Oscar Otte-t, így először jutott be a 16 közé ezen a tornán. A negyedik fordulóban Jannik Sinner ellen kikapott.
A Hamburg Openen döntőbe jutott, aminek eredményeként 2022. július 25-én új karriercsúcsot ért el és a világranglista 5. helyére került. Így 2005 óta Alcaraz lett a legfiatalabb játékos, aki bejutott a top 5-be a világranglistán. A döntőben Lorenzo Musettitől szenvedett vereséget, ami pályafutása első vereségét jelentette egy verseny döntőjében. A Croatia Openen másodszorra jutott döntőbe, aminek köszönhetően augusztus 1-jén a világranglista 4. helyére ugrott. Második kiemeltként debütált a Canada Mastersen Alcaraz, de kikapott Tommy Paul ellen a harmadik szettben.
Alcaraz a 2022-es US Openen a 3. kiemeltként indult. Sebastian Baez, Federico Coria és Jenson Brooksby ellen szettveszteség nélkül jutott a negyedik fordulóba. Ezután öt szettben legyőzte a 15. helyen kiemelt Marin Čilićet, ezzel ő lett a legfiatalabb férfi, aki az Open-korszakban veretlenül jutott a negyeddöntőbe ezen a Grand Slam tornán. Negyeddöntős mérkőzésén Jannik Sinner-t győzte le. A mérkőzés rekordot állított fel, mint a US Open történetének legkésőbb befejezett mérkőzése (hajnali 2:50-kor) és második leghosszabb találkozója (5 óra 15 perc) volt. A döntőben, ahol mindkét játékos versenyben volt a világranglista első helyéért, az 5. helyen kiemelt Casper Ruudot győzte le. Alcaraz 19 évesen, 4 hónaposan és 6 naposan lett az ATP-világranglista történetének legfiatalabb első helyezettje, megdöntve Lleyton Hewitt rekordját. Emellett ő lett az első tinédzser az Open-korszakban, aki a férfi ranglista élére került, és a legfiatalabb US Open-bajnok Pete Sampras óta (1990).
A világelső Alcaraz első mérkőzésén, a 2022-es Davis-kupa-döntőn egyesben Félix Auger-Aliassime ellen veszített. Ezután az Astana Openen David Goffintól kapott ki a nyitókörben. Alcaraz a Swiss Indoorson, Bázelben az elődöntőig jutott, ahol a későbbi bajnok Felix Auger-Aliassime-tól kapott ki, ebben a szezonban másodszor. A Paris Mastersen a negyeddöntőig jutott, miután legyőzte Yoshihito Nishiokát és Grigor Dimitrovot, de egy szett hátrányban feladta a mérkőzést Holger Rune ellen. Egy nappal később Alcaraz bejelentette, hogy hathetes kihagyást igénylő hasizomszakadást szenvedett, így kénytelen volt idő előtt befejezni a szezont. Alcaraz visszalépett az ATP Finalsból és a Davis Kupa döntőjéből. Alcaraz 19 évesen és 214 naposan a legfiatalabb és első tinédzser világelsőként zárta az évet.

### 2023

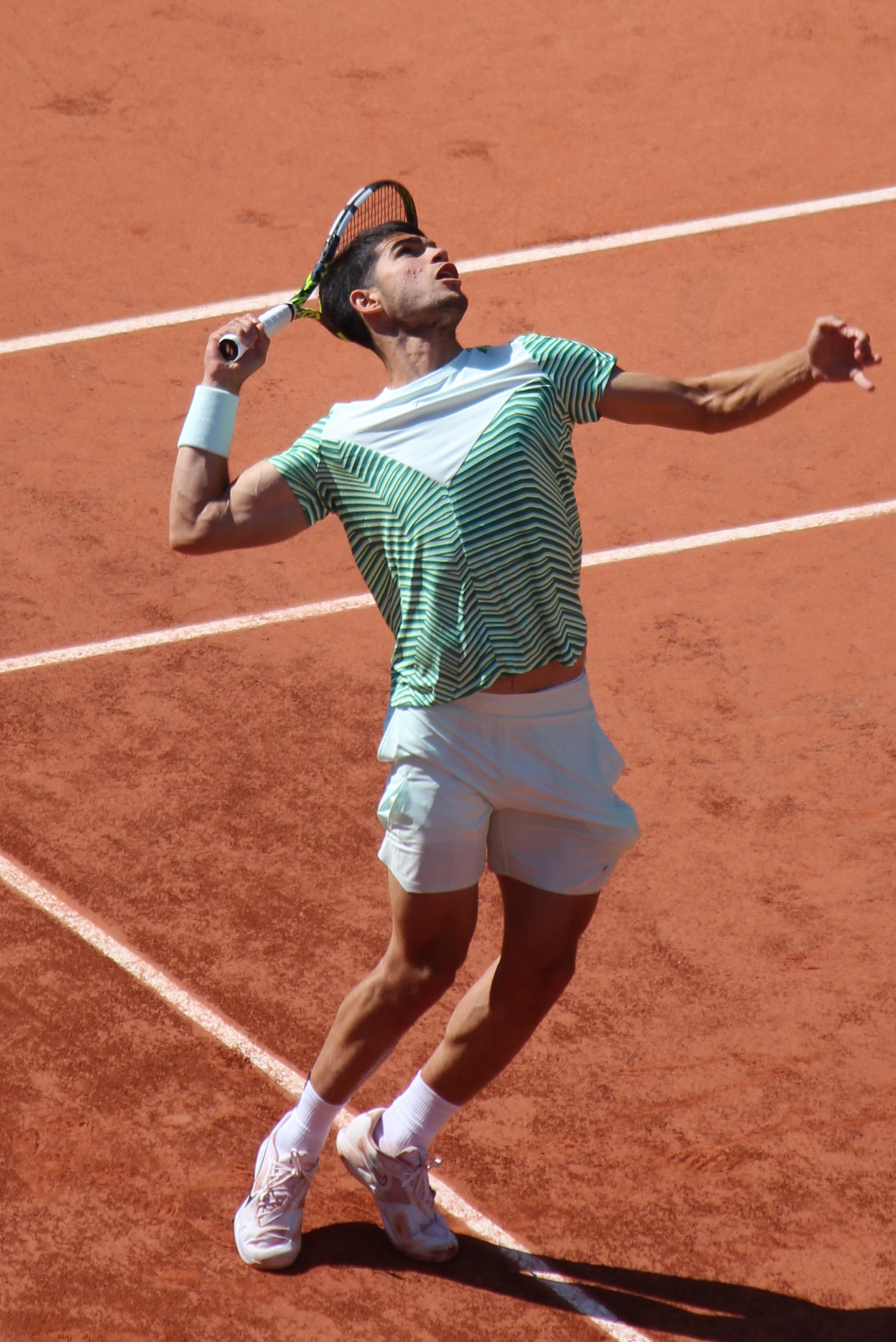
Alcaraz a 2023-as Roland Garroson

Alcaraz január 7-én bejelentette, hogy visszalép az Australian Openttől, mivel edzés közben megsérült a jobboldali combizma. A tornát követően elvesztette a világranglista első helyét a világbajnok Novak Đokovićcsal szemben. A helyet összesen 20 héten át tartotta.
A 2023-as szezonra visszatérő Alcaraz a dél-amerikai Golden Swing első versenyén, a Buenos Aires-i Argentina Openen a második helyen kiemelt Cameron Norrie-t legyőzve megszerezte hetedik címét. Ő lett az első serdülő, aki megnyerte a versenyt. A Rio Openen megvédte címét és az egymás után tizedik alkalommal jutott be döntőbe, ezzel olyan teniszezőkkel került egy szintre mint Jimmy Connors, Michael Chang és Lleyton Hewitt. Alcaraz a chilei Nicolás Jarry legyőzésével jutott a döntőbe, ahol ismét Cameron Norrie ellen játszott, de három szettben kikapott. Alcaraz emellett februárban Acapulcóban is játszott volna, de a torna előtt visszalépett, miután újabb combizomsérülést szenvedett.
Az Indian Wells Mastersen pályafutása 100. győzelmét aratta, amikor a 31. kiemelt Tallon Griekspoor legyőzésével a negyedik fordulóig jutott, ezzel John McEnroe után ő a második leggyorsabb játékos, aki elérte ezt a mérföldkövet. Jack Draper visszalépése és nyolcadik kiemelt Félix Auger-Aliassame legyőzése után jutott az elődöntőbe. Egy akciódús mérkőzésen Alcaraz sima szettben legyőzte a tizenegyedik kiemelt Jannik Sinner-t, és ezzel bejutott a döntőbe. Az ötödik helyen kiemelt Daniil Medvegyev ellen megnyerte pályafutása nyolcadik címét és harmadik Masters 1000-es címét, megszakítva Medvegyev 19 meccses győzelmi sorozatát. Így Roger Federer (2017) óta ő lett az első játékos lett, aki szettveszteség nélkül nyerte meg a tornát. Emellett ő lett a kilencedik és egyben a legfiatalabb férfi, aki a Sunshine Double mindkét részét megnyerte. Ennek eredményeként 2023. március 20-án visszatért a világranglista első helyére.
Miamiban, ahol Alcaraz címvédőként jutott az elődöntőbe, Facundo Bagnist, Dušan Lajovićot, a 16. kiemelt Tommy Pault és a kilencedik kiemelt Taylor Fritzt is legyőzte, szettveszteség nélkül. Ezúttal azonban a tizedik helyen kiemelt Jannik Sinner ellen kikapott három szettben. A világranglistán a 2. helyre esett vissza, miután nem tudta megvédeni tavalyi bajnoki pontjait.
Alcaraz a tervek szerint játszott volna a Monte Carlo Mastersen, de a bal kezében kialakult poszttraumás ízületi gyulladás miatt visszalépett. Az európai salakpályás sorozatot a Barcelona Openen kezdte, ahol ő volt a címvédő. Az elődöntőben Nuno Borges-t, honfitársait, Roberto Bautista Agutot és Alejandro Davidovics Fokinát, az elődöntőben Dan Evanst, a döntőben pedig Sztéfanosz Cicipászt győzte le, hogy szettveszteség nélkül, sikeresen megvédje címét. Ez volt egyben a harmadik címe a szezonban. A Madrid Openen pályafutása tizedik címét szerezte meg, a döntőben legyőzte a 'lucky loser' Jan-Lennard Struffot, és sikeresen megvédte címét. Alcaraz lett a hatodik legfiatalabb játékos, aki az Open-korszakban megnyert 10 Tour-címet.
A következő salakpályás tornán, a Rome Mastersen Alcaraz már a második körös mérkőzésével megszerezte a lehetőséget, hogy visszajusson a világranglista első helyére. Győzelmét követően megint világelső lett. A következő fordulóban azonban a világranglista 135. helyén álló Marozsán Fábiántól sima szettben kikapott. A 2023-as French Openen Alcaraz az elődöntőig jutott, de négy szettben kikapott Novak Đokovićtól, miután a harmadik szett elején begörcsölt. Đoković visszaszerezte az első helyet Alcaraztól, miután ő megnyerte a tornát.
A Queen's Club Championships-en pályafutása első füves pályás bajnoki címét szerezte, a döntőben két szettben legyőzve az ausztrál Alex de Minaurt. A londoni tornagyőzelemmel a világranglista első helyére is visszatért. A 2023-as wimbledoni teniszbajnokságon első kiemeltként Jérémy Chardy, Alexandre Muller, Nicolas Jarry, Matteo Berrettini, Holger Rune és Daniil Medvegyev legyőzése után a döntőig jutott. A döntőben Novak Đoković ellen győzedelmeskedett, megszerezve második Grand Slam-tornagyőzelmét, így ő lett a harmadik legfiatalabb teniszező, aki megnyerte a wimbledoni teniszbajnokságot.
A 2024-es Roland Garroson miután az elődöntőben ötödik szettben szetthátrányból győzedelmeskedett Jannik Sinnerrel szemben, a döntőben Alexander Zverevet is legyőzve lett bajnok.
A 2024-es wimbledoni teniszbajnokságon három szettben ismét diadalmaskodott a hétszeres bajnok Novak Đoković ellen, megvédve bajnoki címét.
A 2025-ös Roland Garroson a szettveszteség nélkül döntőbe jutó Jannik Sinnerrel játszotta minden idők egyik leghosszabb, 5 óra 29 percig tartó Grand Slam-döntőjét, melyben három mérkőzéslabdát hárítva, az ötödik szett tiebreakjében, hihetelen csatában kerekedett felül az olasz világelsőn, megszerezve ötödik egyéni Grand Slam bajnoki címét.

## Szponzoráció
Alcaraz ruházatát és cipőjét a Nike, az ütőit pedig a Babolat szponzorálja, ezért használja a Babolat Pure Aero VS ütőt. 2022 januárjában a Rolex márkanagykövete lett. Emellett az Isdin bőrkozmetikai vállalat, az ElPozo spanyol élelmiszeripari vállalat és a BMW spanyolországi részlegének a márkanagykövete is. 2023 januárjában a Calvin Klein márka nagykövete lett, az 1996-os fehérneműkampányuk keretében. 2023 júniusában Alcaraz a Louis Vuitton márkanagykövete lett.

## Statisztikák

### Grand Slam-tornák
| Verseny                | 2020 | 2021 | 2022 | 2023 | Karrier | Nyert-vesztett | Győzelem % |
| ---------------------- | ---- | ---- | ---- | ---- | ------- | -------------- | ---------- |
| Australian Open        | A    | 2k   | 3k   | A    | 0 / 2   | 3–2            | 60%        |
| Roland Garros          | N*   | 3k   | 1/4D | 1/2D | 0 / 3   | 11–3           | 79%        |
| Wimbledon              | E**  | 2k   | 4k   | Gy   | 1 / 3   | 11–2           | 85%        |
| US Open                | A    | 1/4D | Gy   |      | 1 / 2   | 11–1           | 92%        |
| Nyert-vesztett meccsek | 0–0  | 8–4  | 16–3 | 12–1 | 2/10    | 36–8           | 82%        |

*Nem jutott be
**A verseny elmaradt, nem rendezték meg a Covid19-világjárvány elleni intézkedések miatt.

#### Grand Slam-döntői

##### Győzelmek (5)
| Év   | Helyszín      | Felület | Ellenfél a döntőben | Eredmény a döntőben                     |
| 2022 | US Open       | Kemény  | Casper Ruud         | 6–4, 2–6, 7–6(7–1), 6–3                 |
| 2023 | Wimbledon     | Fű      | Novak Đoković       | 1–6, 7–6(8–6), 6–1, 3–6, 6–4            |
| 2024 | Roland Garros | Salak   | Alexander Zverev    | 6–3, 2–6, 5–7, 6–1, 6–2                 |
| 2024 | Wimbledon     | Fű      | Novak Đoković       | 6–2, 6–2, 7–6(7–4)                      |
| 2025 | Roland Garros | Salak   | Jannik Sinner       | 4–6, 6–7(4–7), 6–4, 7–6(7–3), 7–6(10–2) |

### ATP Masters 1000-döntői

#### Győzelmek (4)
| Év   | Helyszín             | Felület | Ellenfél a döntőben | Eredmény a döntőben |
| 2022 | Miami Open           | Kemény  | Casper Ruud         | 7–5, 6–4            |
| 2022 | Madrid Open          | Salak   | Alexander Zverev    | 6–3, 6–1            |
| 2023 | Indian Wells Masters | Kemény  | Danyiil Medvegyev   | 6–3, 6–2            |
| 2023 | Madrid Open          | Salak   | Jan-Lennard Struff  | 6–4, 3–6, 6–3       |

### Rekordok

#### Mindenkori rekordok
| Év   | Elért rekord                                                           |
| ---- | ---------------------------------------------------------------------- |
| 2022 | A legfiatalabb játékos, aki világelső lett – 19 év, 4 hónap            |
| 2022 | A legfiatalabb év végi első helyezett az Open Era-ban – 19 év, 5 hónap |

#### Open Era rekordok
| Év   | Elért rekord                                                              | Teniszezőkkel egy szinten  |
| ---- | ------------------------------------------------------------------------- | -------------------------- |
| 2022 | A legfiatalabb játékos, aki ATP Tour 500-as tornát nyert– 18 év, 10 hónap | Egyedül                    |
| 2022 | A legfiatalabb játékos, aki megnyerte a Miami Opent – 18 év, 11 hónap     | Egyedül                    |
| 2022 | A legfiatalabb játékos, aki megnyerte a Madrid Opent – 19 év              | Egyedül                    |
| 2022 | A legfiatalabb játékos, aki világelső lett – 19 év, 4 hónap               | Egyedül                    |
| 2022 | A legfiatalabb év végi első helyezett az Open Era-ban – 19 év, 5 hónap    | Egyedül                    |
| Év   | Egyéb rekordok                                                            | Teniszezőkkel egy szinten  |
| 2023 | Szettveszteség nélkül nyerte meg az Indian Wells Masters-t                | Roger Federer Rafael Nadal |

## Díjak
- ATP Az év felfedezettje (2020)
- ATP Az év játékosa (2022)
- ATP A legtöbbet fejlődő játékos (2022)

## Fordítás
Ez a szócikk részben vagy egészben  a   Carlos Alcaraz című angol Wikipédia-szócikk ezen változatának fordításán alapul.  Az eredeti cikk szerkesztőit annak laptörténete sorolja fel. Ez a jelzés csupán a megfogalmazás eredetét és a szerzői jogokat jelzi, nem szolgál a cikkben szereplő információk forrásmegjelöléseként.